# Coll
Coll (schottisch-gälisch: Cola; auch Eilean Cholla) ist eine Insel der Inneren Hebriden in der Council Area Argyll and Bute in Schottland. Sie liegt neun Kilometer nordwestlich der Isle of Mull. Coll ist etwa 19 Kilometer lang und knapp fünf Kilometer breit. Die höchste Erhebung ist der Ben Hogh im zentralen Westen der Insel, der eine Höhe von 106 m erreicht. Wie die Nachbarinsel Tiree ist Coll dank des Golfstroms klimatisch gemäßigter als ihre Lage an der schottischen Westküste vermuten lässt – Coll und Tiree befinden sich unter den Orten mit den meisten Sonnenstunden im ganzen Vereinigten Königreich. Auf Coll lebten 2011 195 Personen. Die wichtigste Siedlung ist Arinagour.
Die Insel ist reich an vorgeschichtlichen Plätzen:
- An Caisteal (Coll)
- Dùn an Achaidh
- Dùn Beic
- Dùn Dubh
- Dùn Morbhaidh
- Totamore dun
- Totronald
- Souterrain von Arnabost und Port-na-Luing Souterrain

Die mehr als zehn Crannógs auf der Insel Coll (Breachacha crannog, Dùn Anlaimh) wurden in den 1990er Jahren von Mark Holley untersucht.

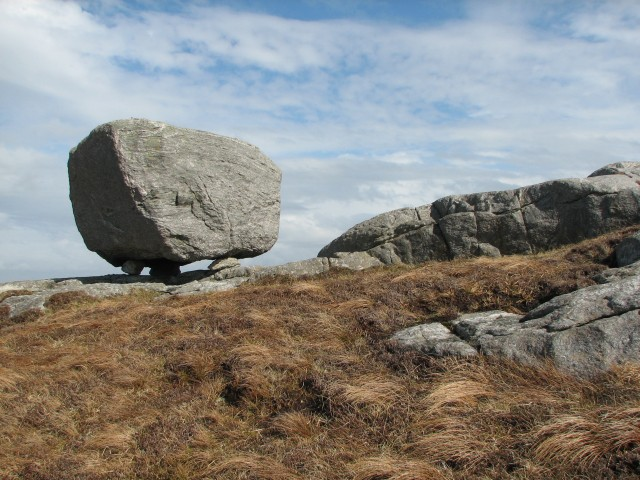
Findling auf dem Ben Hogh